# Jesús María Satrústegui
Jesús María Satrústegui (Pamplona, Navarra, 12 de enero de 1954), es un exfutbolista español que jugaba como delantero centro y jugador histórico de la Real Sociedad de Fútbol y de la selección española en las décadas de 1970 y 1980.
Es con 162 goles el máximo goleador histórico del club donostiarra, 33 por encima de los anotados por su compañero y coetáneo Roberto López Ufarte. Ambos superaron en los años 1980 el registro anterior de Ignacio Alcorta Cholín quien con 127 se mantuvo como el referente histórico desde que estableciera su marca en el año 1940.

## Biografía
Procedente del colegio San Agustín de los PP. AA. Recoletos de Logroño, donde ya destacaba en la práctica del fútbol y sobre todo por su altura respecto a los demás, posteriormente jugó en su Pamplona natal en un equipo dedicado a la formación de jugadores el Club Deportivo Pamplona. Con 17 años fue fichado por la Real Sociedad de Fútbol de San Sebastián. Empezó jugando en el Sanse, filial donostiarra, donde debutó en 1971 en Tercera división. Tras dos temporadas en el filial pasó al primer equipo de la Real Sociedad, donde debutó con 19 años en la máxima categoría el 8 de septiembre de 1973 frente al Real Murcia Club de Fútbol que finalizó con empate 1-1.
Satrústegui permaneció 13 temporadas en el club hasta su retirada en 1986, siendo este el único equipo profesional en el que desarrolló su carrera. En la Real Sociedad jugó 374 partidos oficiales, 297 de ellos en la Primera división española. Marcó 162 goles con este club, 133 de ellos en Liga y se convirtió así en el máximo goleador histórico del club tras superar el registro anterior de Ignacio Alcorta Cholín de 127, vigente desde 1940.
No llegó a ganar nunca el trofeo «pichichi», pero fue uno de los mejores delanteros centro del fútbol español en su época. Entre 1976 y 1982, durante sus mejores años, promedió 17 goles por temporada en la Liga.
Con la Real Sociedad vivió los años dorados de este club. Logró el subcampeonato de Liga de 1979-80, en el año en el que la Real batió un récord de imbatibilidad todavía vigente en la Liga española. Logró los títulos de Liga de 1980-81 y 1981-82. Fue una pieza importante del equipo bicampeón, como delantero centro titular del mismo, aportando 16 y 13 goles en cada una de estas temporadas. También ganó la Supercopa de España de 1982, la primera vez que se disputó este torneo. Formó parte de la mejor generación de futbolistas de la historia de este club, junto con otros mitos como Luis Miguel Arconada, Jesús María Zamora, Roberto López Ufarte o Periko Alonso, entre otros.
Sin embargo la carrera de Satrústegui se vio truncada en el momento más brillante. El 10 de noviembre de 1982, en la 11.ª jornada de Liga de la temporada 1982-83, sufrió una gravísima lesión de menisco y ligamentos cruzados en la rodilla tras una entrada del jugador del Real Zaragoza Zayas. En aquel momento Satrus tenía 28 años. Pasó lo que restaba de aquella campaña y toda la temporada 1983-84 en blanco, recuperándose de la lesión. Casi dos años después pudo volver a jugar con la Real Sociedad, aunque no volvió a mostrarse nunca más como el mismo jugador.
La lesión forzó una retirada prematura de Satrústegui. Satrústegui permaneció dos años más en el equipo, hasta 1986, año en el que se retiró con 32 años de edad. Sus últimas dos temporadas mostraron unos números discretos para el gran goleador que había sido, marcando solo 6 goles en Liga durante esos dos años. Satrus perdió la titularidad y su hueco en el equipo lo cogió otro joven delantero navarro llamado José Mari Bakero.
Satrústegui fue un delantero centro a la antigua usanza. Luchador infatigable, jugador de choque y goleador nato; jugaba siempre como hombre más adelantado tratando de atraer la atención de los defensores rivales y facilitar los desmarques de sus compañeros. Destacaba también por su capacidad de jugar al contrataque y por un potente remate de cabeza. Tenía una forma muy característica de celebrar los goles, con el puño cerrado en alto.
En el plano personal cabe decir que un hermano menor de Satrústegui, llamado José Ignacio, llegó a jugar en el Sanse y a debutar en un partido de Copa del Rey con la Real Sociedad. Otra persona vinculada familiarmente a Satrústegui es el exjugador y expresidente de la Real Sociedad, Miguel Fuentes Azpiroz, que es primo suyo por parte de madre.
Tras su retirada, Satrústegui dejó el mundo del fútbol y se dedicó a la comercialización de vino.

### Selección nacional
Ha sido internacional con la Selección de fútbol de España en 32 ocasiones, marcando 8 goles.
Debutó en Bucarest el 16 de noviembre de 1975 en el Rumanía 2-2 España.
Jugó su último partido como internacional en Madrid el 5 de julio de 1982 en el España 0-0 Inglaterra, durante la Copa Mundial de Fútbol de 1982. Fue uno de los jugadores sacrificados tras el Mundial por el pobre papel que había tenido la selección española y pocos meses después sufrió la grave lesión que puso prácticamente fin a su carrera.
Participó en la Eurocopa de fútbol 1980, donde jugó 2 partidos y en la Copa Mundial de Fútbol de 1982, donde jugó 4 partidos.
También disputó partidos amistosos con las Selección de Euskadi.

## Clubes
| Club             | País   | Año       |
| ---------------- | ------ | --------- |
| San Sebastián CF | España | 1971-1973 |
| Real Sociedad    | España | 1973-1986 |

## Títulos

### Campeonatos nacionales
| Título    | Club          | País   | Año  |
| --------- | ------------- | ------ | ---- |
| Liga      | Real Sociedad | España | 1981 |
| Liga      | Real Sociedad | España | 1982 |
| Supercopa | Real Sociedad | España | 1982 |

## Participaciones en Copas del Mundo
| Mundial                        | Selección | Resultado    |
| ------------------------------ | --------- | ------------ |
| Copa Mundial de Fútbol de 1982 | España    | Segunda fase |